# 1620
Portal Geschichte | Portal Biografien | Aktuelle Ereignisse | Jahreskalender | Tagesartikel

◄ |
16. Jahrhundert |
17. Jahrhundert
| 18. Jahrhundert | ►

◄ |
1590er |
1600er |
1610er |
1620er
| 1630er | 1640er | 1650er | ►

◄◄ |
◄ |
1616 |
1617 |
1618 |
1619 |
1620
| 1621 | 1622 | 1623 | 1624 | ► | ►►
Staatsoberhäupter  · Nekrolog   · Musikjahr
| Januar | Januar | Januar | Januar | Januar | Januar | Januar | Januar |
| Kw     | Mo     | Di     | Mi     | Do     | Fr     | Sa     | So     |
| ------ | ------ | ------ | ------ | ------ | ------ | ------ | ------ |
| 1      |        |        | 1      | 2      | 3      | 4      | 5      |
| 2      | 6      | 7      | 8      | 9      | 10     | 11     | 12     |
| 3      | 13     | 14     | 15     | 16     | 17     | 18     | 19     |
| 4      | 20     | 21     | 22     | 23     | 24     | 25     | 26     |
| 5      | 27     | 28     | 29     | 30     | 31     |        |        |

| Februar | Februar | Februar | Februar | Februar | Februar | Februar | Februar |
| Kw      | Mo      | Di      | Mi      | Do      | Fr      | Sa      | So      |
| ------- | ------- | ------- | ------- | ------- | ------- | ------- | ------- |
| 5       |         |         |         |         |         | 1       | 2       |
| 6       | 3       | 4       | 5       | 6       | 7       | 8       | 9       |
| 7       | 10      | 11      | 12      | 13      | 14      | 15      | 16      |
| 8       | 17      | 18      | 19      | 20      | 21      | 22      | 23      |
| 9       | 24      | 25      | 26      | 27      | 28      | 29      |         |

| März | März | März | März | März | März | März | März |
| Kw   | Mo   | Di   | Mi   | Do   | Fr   | Sa   | So   |
| ---- | ---- | ---- | ---- | ---- | ---- | ---- | ---- |
| 9    |      |      |      |      |      |      | 1    |
| 10   | 2    | 3    | 4    | 5    | 6    | 7    | 8    |
| 11   | 9    | 10   | 11   | 12   | 13   | 14   | 15   |
| 12   | 16   | 17   | 18   | 19   | 20   | 21   | 22   |
| 13   | 23   | 24   | 25   | 26   | 27   | 28   | 29   |
| 14   | 30   | 31   |      |      |      |      |      |

| April | April | April | April | April | April | April | April |
| Kw    | Mo    | Di    | Mi    | Do    | Fr    | Sa    | So    |
| ----- | ----- | ----- | ----- | ----- | ----- | ----- | ----- |
| 14    |       |       | 1     | 2     | 3     | 4     | 5     |
| 15    | 6     | 7     | 8     | 9     | 10    | 11    | 12    |
| 16    | 13    | 14    | 15    | 16    | 17    | 18    | 19    |
| 17    | 20    | 21    | 22    | 23    | 24    | 25    | 26    |
| 18    | 27    | 28    | 29    | 30    |       |       |       |

| Mai | Mai | Mai | Mai | Mai | Mai | Mai | Mai |
| Kw  | Mo  | Di  | Mi  | Do  | Fr  | Sa  | So  |
| --- | --- | --- | --- | --- | --- | --- | --- |
| 18  |     |     |     |     | 1   | 2   | 3   |
| 19  | 4   | 5   | 6   | 7   | 8   | 9   | 10  |
| 20  | 11  | 12  | 13  | 14  | 15  | 16  | 17  |
| 21  | 18  | 19  | 20  | 21  | 22  | 23  | 24  |
| 22  | 25  | 26  | 27  | 28  | 29  | 30  | 31  |

| Juni | Juni | Juni | Juni | Juni | Juni | Juni | Juni |
| Kw   | Mo   | Di   | Mi   | Do   | Fr   | Sa   | So   |
| ---- | ---- | ---- | ---- | ---- | ---- | ---- | ---- |
| 23   | 1    | 2    | 3    | 4    | 5    | 6    | 7    |
| 24   | 8    | 9    | 10   | 11   | 12   | 13   | 14   |
| 25   | 15   | 16   | 17   | 18   | 19   | 20   | 21   |
| 26   | 22   | 23   | 24   | 25   | 26   | 27   | 28   |
| 27   | 29   | 30   |      |      |      |      |      |

| Juli | Juli | Juli | Juli | Juli | Juli | Juli | Juli |
| Kw   | Mo   | Di   | Mi   | Do   | Fr   | Sa   | So   |
| ---- | ---- | ---- | ---- | ---- | ---- | ---- | ---- |
| 27   |      |      | 1    | 2    | 3    | 4    | 5    |
| 28   | 6    | 7    | 8    | 9    | 10   | 11   | 12   |
| 29   | 13   | 14   | 15   | 16   | 17   | 18   | 19   |
| 30   | 20   | 21   | 22   | 23   | 24   | 25   | 26   |
| 31   | 27   | 28   | 29   | 30   | 31   |      |      |

| August | August | August | August | August | August | August | August |
| Kw     | Mo     | Di     | Mi     | Do     | Fr     | Sa     | So     |
| ------ | ------ | ------ | ------ | ------ | ------ | ------ | ------ |
| 31     |        |        |        |        |        | 1      | 2      |
| 32     | 3      | 4      | 5      | 6      | 7      | 8      | 9      |
| 33     | 10     | 11     | 12     | 13     | 14     | 15     | 16     |
| 34     | 17     | 18     | 19     | 20     | 21     | 22     | 23     |
| 35     | 24     | 25     | 26     | 27     | 28     | 29     | 30     |
| 36     | 31     |        |        |        |        |        |        |

| September | September | September | September | September | September | September | September |
| Kw        | Mo        | Di        | Mi        | Do        | Fr        | Sa        | So        |
| --------- | --------- | --------- | --------- | --------- | --------- | --------- | --------- |
| 36        |           | 1         | 2         | 3         | 4         | 5         | 6         |
| 37        | 7         | 8         | 9         | 10        | 11        | 12        | 13        |
| 38        | 14        | 15        | 16        | 17        | 18        | 19        | 20        |
| 39        | 21        | 22        | 23        | 24        | 25        | 26        | 27        |
| 40        | 28        | 29        | 30        |           |           |           |           |

| Oktober | Oktober | Oktober | Oktober | Oktober | Oktober | Oktober | Oktober |
| Kw      | Mo      | Di      | Mi      | Do      | Fr      | Sa      | So      |
| ------- | ------- | ------- | ------- | ------- | ------- | ------- | ------- |
| 40      |         |         |         | 1       | 2       | 3       | 4       |
| 41      | 5       | 6       | 7       | 8       | 9       | 10      | 11      |
| 42      | 12      | 13      | 14      | 15      | 16      | 17      | 18      |
| 43      | 19      | 20      | 21      | 22      | 23      | 24      | 25      |
| 44      | 26      | 27      | 28      | 29      | 30      | 31      |         |

| November | November | November | November | November | November | November | November |
| Kw       | Mo       | Di       | Mi       | Do       | Fr       | Sa       | So       |
| -------- | -------- | -------- | -------- | -------- | -------- | -------- | -------- |
| 44       |          |          |          |          |          |          | 1        |
| 45       | 2        | 3        | 4        | 5        | 6        | 7        | 8        |
| 46       | 9        | 10       | 11       | 12       | 13       | 14       | 15       |
| 47       | 16       | 17       | 18       | 19       | 20       | 21       | 22       |
| 48       | 23       | 24       | 25       | 26       | 27       | 28       | 29       |
| 49       | 30       |          |          |          |          |          |          |

| Dezember | Dezember | Dezember | Dezember | Dezember | Dezember | Dezember | Dezember |
| Kw       | Mo       | Di       | Mi       | Do       | Fr       | Sa       | So       |
| -------- | -------- | -------- | -------- | -------- | -------- | -------- | -------- |
| 49       |          | 1        | 2        | 3        | 4        | 5        | 6        |
| 50       | 7        | 8        | 9        | 10       | 11       | 12       | 13       |
| 51       | 14       | 15       | 16       | 17       | 18       | 19       | 20       |
| 52       | 21       | 22       | 23       | 24       | 25       | 26       | 27       |
| 53       | 28       | 29       | 30       | 31       |          |          |          |

| Januar | Januar | Januar | Januar | Januar | Januar | Januar | Januar |
| Kw     | Mo     | Di     | Mi     | Do     | Fr     | Sa     | So     |
| ------ | ------ | ------ | ------ | ------ | ------ | ------ | ------ |
| 1      |        |        | 1      | 2      | 3      | 4      | 5      |
| 2      | 6      | 7      | 8      | 9      | 10     | 11     | 12     |
| 3      | 13     | 14     | 15     | 16     | 17     | 18     | 19     |
| 4      | 20     | 21     | 22     | 23     | 24     | 25     | 26     |
| 5      | 27     | 28     | 29     | 30     | 31     |        |        |

| Februar | Februar | Februar | Februar | Februar | Februar | Februar | Februar |
| Kw      | Mo      | Di      | Mi      | Do      | Fr      | Sa      | So      |
| ------- | ------- | ------- | ------- | ------- | ------- | ------- | ------- |
| 5       |         |         |         |         |         | 1       | 2       |
| 6       | 3       | 4       | 5       | 6       | 7       | 8       | 9       |
| 7       | 10      | 11      | 12      | 13      | 14      | 15      | 16      |
| 8       | 17      | 18      | 19      | 20      | 21      | 22      | 23      |
| 9       | 24      | 25      | 26      | 27      | 28      | 29      |         |

| März | März | März | März | März | März | März | März |
| Kw   | Mo   | Di   | Mi   | Do   | Fr   | Sa   | So   |
| ---- | ---- | ---- | ---- | ---- | ---- | ---- | ---- |
| 9    |      |      |      |      |      |      | 1    |
| 10   | 2    | 3    | 4    | 5    | 6    | 7    | 8    |
| 11   | 9    | 10   | 11   | 12   | 13   | 14   | 15   |
| 12   | 16   | 17   | 18   | 19   | 20   | 21   | 22   |
| 13   | 23   | 24   | 25   | 26   | 27   | 28   | 29   |
| 14   | 30   | 31   |      |      |      |      |      |

| April | April | April | April | April | April | April | April |
| Kw    | Mo    | Di    | Mi    | Do    | Fr    | Sa    | So    |
| ----- | ----- | ----- | ----- | ----- | ----- | ----- | ----- |
| 14    |       |       | 1     | 2     | 3     | 4     | 5     |
| 15    | 6     | 7     | 8     | 9     | 10    | 11    | 12    |
| 16    | 13    | 14    | 15    | 16    | 17    | 18    | 19    |
| 17    | 20    | 21    | 22    | 23    | 24    | 25    | 26    |
| 18    | 27    | 28    | 29    | 30    |       |       |       |

| Mai | Mai | Mai | Mai | Mai | Mai | Mai | Mai |
| Kw  | Mo  | Di  | Mi  | Do  | Fr  | Sa  | So  |
| --- | --- | --- | --- | --- | --- | --- | --- |
| 18  |     |     |     |     | 1   | 2   | 3   |
| 19  | 4   | 5   | 6   | 7   | 8   | 9   | 10  |
| 20  | 11  | 12  | 13  | 14  | 15  | 16  | 17  |
| 21  | 18  | 19  | 20  | 21  | 22  | 23  | 24  |
| 22  | 25  | 26  | 27  | 28  | 29  | 30  | 31  |

| Juni | Juni | Juni | Juni | Juni | Juni | Juni | Juni |
| Kw   | Mo   | Di   | Mi   | Do   | Fr   | Sa   | So   |
| ---- | ---- | ---- | ---- | ---- | ---- | ---- | ---- |
| 23   | 1    | 2    | 3    | 4    | 5    | 6    | 7    |
| 24   | 8    | 9    | 10   | 11   | 12   | 13   | 14   |
| 25   | 15   | 16   | 17   | 18   | 19   | 20   | 21   |
| 26   | 22   | 23   | 24   | 25   | 26   | 27   | 28   |
| 27   | 29   | 30   |      |      |      |      |      |

| Juli | Juli | Juli | Juli | Juli | Juli | Juli | Juli |
| Kw   | Mo   | Di   | Mi   | Do   | Fr   | Sa   | So   |
| ---- | ---- | ---- | ---- | ---- | ---- | ---- | ---- |
| 27   |      |      | 1    | 2    | 3    | 4    | 5    |
| 28   | 6    | 7    | 8    | 9    | 10   | 11   | 12   |
| 29   | 13   | 14   | 15   | 16   | 17   | 18   | 19   |
| 30   | 20   | 21   | 22   | 23   | 24   | 25   | 26   |
| 31   | 27   | 28   | 29   | 30   | 31   |      |      |

| August | August | August | August | August | August | August | August |
| Kw     | Mo     | Di     | Mi     | Do     | Fr     | Sa     | So     |
| ------ | ------ | ------ | ------ | ------ | ------ | ------ | ------ |
| 31     |        |        |        |        |        | 1      | 2      |
| 32     | 3      | 4      | 5      | 6      | 7      | 8      | 9      |
| 33     | 10     | 11     | 12     | 13     | 14     | 15     | 16     |
| 34     | 17     | 18     | 19     | 20     | 21     | 22     | 23     |
| 35     | 24     | 25     | 26     | 27     | 28     | 29     | 30     |
| 36     | 31     |        |        |        |        |        |        |

| September | September | September | September | September | September | September | September |
| Kw        | Mo        | Di        | Mi        | Do        | Fr        | Sa        | So        |
| --------- | --------- | --------- | --------- | --------- | --------- | --------- | --------- |
| 36        |           | 1         | 2         | 3         | 4         | 5         | 6         |
| 37        | 7         | 8         | 9         | 10        | 11        | 12        | 13        |
| 38        | 14        | 15        | 16        | 17        | 18        | 19        | 20        |
| 39        | 21        | 22        | 23        | 24        | 25        | 26        | 27        |
| 40        | 28        | 29        | 30        |           |           |           |           |

| Oktober | Oktober | Oktober | Oktober | Oktober | Oktober | Oktober | Oktober |
| Kw      | Mo      | Di      | Mi      | Do      | Fr      | Sa      | So      |
| ------- | ------- | ------- | ------- | ------- | ------- | ------- | ------- |
| 40      |         |         |         | 1       | 2       | 3       | 4       |
| 41      | 5       | 6       | 7       | 8       | 9       | 10      | 11      |
| 42      | 12      | 13      | 14      | 15      | 16      | 17      | 18      |
| 43      | 19      | 20      | 21      | 22      | 23      | 24      | 25      |
| 44      | 26      | 27      | 28      | 29      | 30      | 31      |         |

| November | November | November | November | November | November | November | November |
| Kw       | Mo       | Di       | Mi       | Do       | Fr       | Sa       | So       |
| -------- | -------- | -------- | -------- | -------- | -------- | -------- | -------- |
| 44       |          |          |          |          |          |          | 1        |
| 45       | 2        | 3        | 4        | 5        | 6        | 7        | 8        |
| 46       | 9        | 10       | 11       | 12       | 13       | 14       | 15       |
| 47       | 16       | 17       | 18       | 19       | 20       | 21       | 22       |
| 48       | 23       | 24       | 25       | 26       | 27       | 28       | 29       |
| 49       | 30       |          |          |          |          |          |          |

| Dezember | Dezember | Dezember | Dezember | Dezember | Dezember | Dezember | Dezember |
| Kw       | Mo       | Di       | Mi       | Do       | Fr       | Sa       | So       |
| -------- | -------- | -------- | -------- | -------- | -------- | -------- | -------- |
| 49       |          | 1        | 2        | 3        | 4        | 5        | 6        |
| 50       | 7        | 8        | 9        | 10       | 11       | 12       | 13       |
| 51       | 14       | 15       | 16       | 17       | 18       | 19       | 20       |
| 52       | 21       | 22       | 23       | 24       | 25       | 26       | 27       |
| 53       | 28       | 29       | 30       | 31       |          |          |          |

## Ereignisse

### Politik und Weltgeschehen

#### Dreißigjähriger Krieg

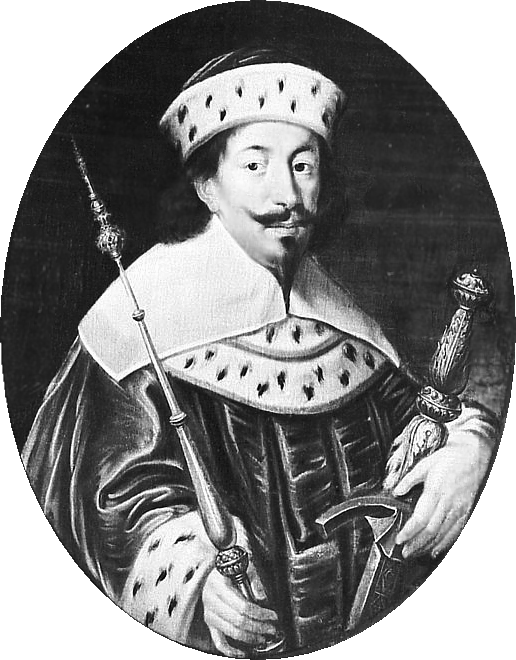
Georg Wilhelm von Brandenburg

- 2. Januar: Auf den verstorbenen Johann Sigismund folgt sein Sohn Georg Wilhelm als Kurfürst von Brandenburg und Herzog von Preußen.
- 6. Juni: Kaiser Ferdinand II. beauftragt Herzog Maximilian I. von Bayern mit der Reichsexekution in Böhmen.
- 12. Juli: Die Kaiserlichen unter Karl Bonaventura Graf von Buquoy schlagen in der Nähe von Wien böhmisch-pfälzische Truppen unter Heinrich Matthias von Thurn.
- 18. Juli: In Graubünden beginnt der Veltliner Mord. In einem katholischen Aufstand werden im Veltlin alle Protestanten, derer man habhaft werden kann, getötet. Zwischen 300 und 600 Menschen verlieren ihr Leben. Damit beginnen die Bündner Wirren, in denen Venedig, Frankreich, Österreich und Spanien um die Kontrolle der Bündner Alpenpässe ringen.
- 3. Juli: Unter französischer Vermittlung unterzeichnen die Katholische Liga und die Protestantische Union den Ulmer Vertrag, ein Neutralitätsabkommen, um die Ausbreitung des Böhmisch-Pfälzischen Krieges zu verhindern, eine Hoffnung, die jedoch vergeblich bleiben wird.
- 25. August: Der Landtag der Stände in Neusohl wählt den Siebenbürger Fürsten Gábor Bethlen zum König von Ungarn, was den Auftakt für einen anti-habsburgischen Aufstand im Gebiet der jetzigen Slowakei bildet.

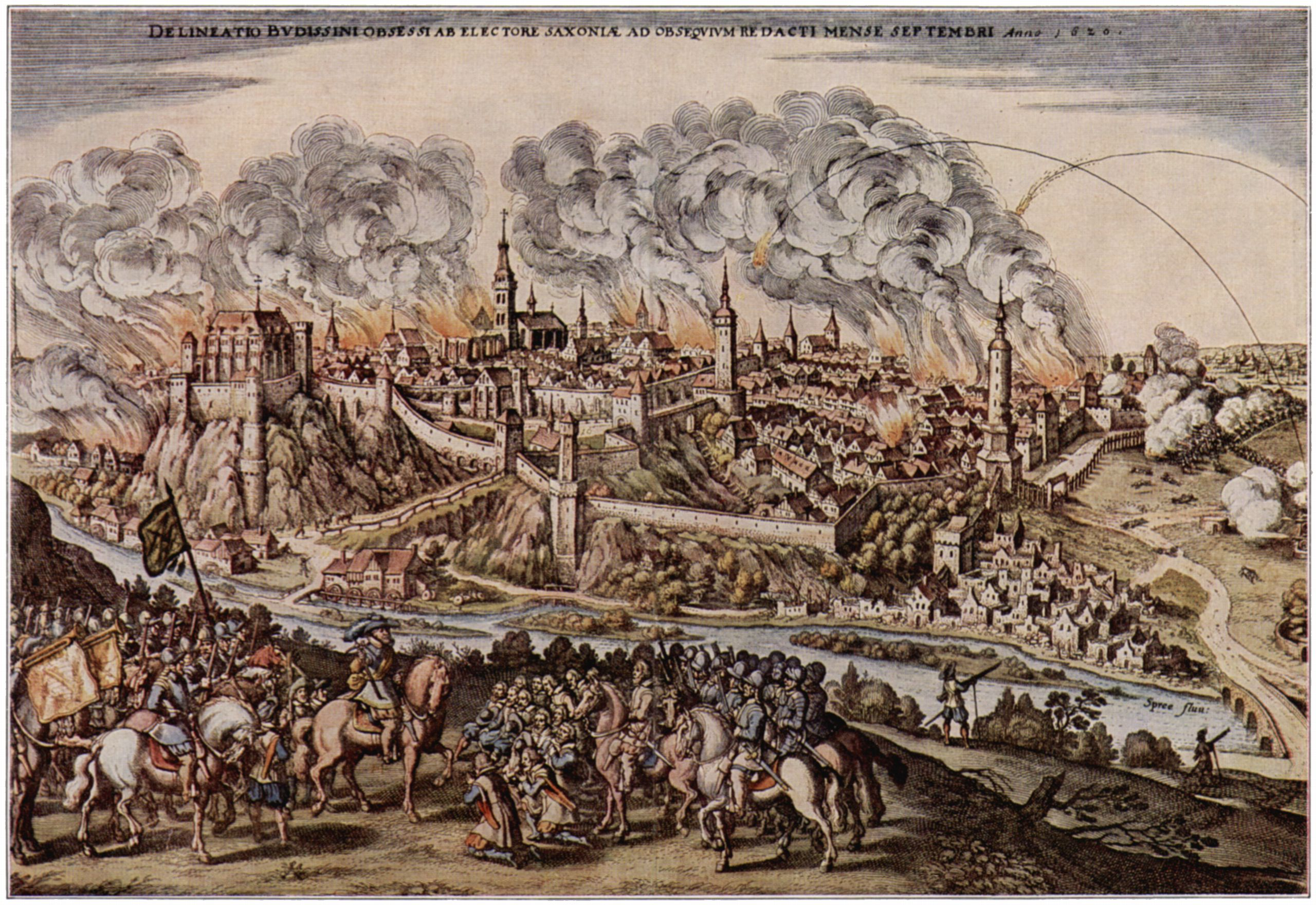
Belagerung von Bautzen

- 9. September: Die Belagerung von Bautzen durch Kurfürst Johann Georg I. von Sachsen beginnt. Noch am selben Tag lässt der Kommandant der in der Stadt befindlichen Jägerndorfschen Truppen das Dach der Nikolaikirche zur Verteidigung der Stadt abtragen, um anschließend im Gewölbe der Kirche eine Batterie aufzustellen. Die Belagerung dauert bis zur Einnahme der Stadt durch sächsische Truppen am 5. Oktober.
- 11. September: Die Schlacht bei Tirano zwischen den Drei Bünden, Bern sowie Zürich und österreichisch-spanischen Truppen endet mit einem Sieg der kaiserlichen und spanischen Seite.
- 23. September: Maximilian von Bayern erobert Cham (Oberpfalz).
- 8. November: In der Schlacht am Weißen Berg (tschechisch: Bílá Hora) unterliegen die böhmischen Stände unter ihrem König Friedrich V. von der Pfalz und dessen Heerführer Christian I. von Anhalt mit 13.000 Mann den Truppen der katholischen Liga, die von dem Generalissimus Karl Bonaventura Graf von Buquoy (39.950 Mann) angeführt werden. Auch Johann t’Serclaes von Tilly steht unter seinem Kommando.
- 9. November: Der böhmische König Friedrich I. flieht nach der Niederlage seiner Truppen in der Schlacht am Weißen Berg am Tag zuvor aus Prag nach Breslau. Kaiser Ferdinand II. kann so seinen Anspruch auf die Krone Böhmens durchsetzen.
- Innerhalb der sächsischen Armee wird die Garde du Corps aufgestellt.

#### Osmanisch-Polnischer Krieg
- 10. September: Truppen Polen-Litauens bekriegen sich im Osmanisch-Polnischen Krieg mit der Armee des Osmanischen Reichs nahe dem Fluss Pruth. Mit militärischen Mitteln wird von beiden Seiten die Herrschaft über die Donaufürstentümer angestrebt.

#### Weitere Ereignisse in Europa
- Mit dem Santa Maria delle Grazie Tower wird auf Malta unter der Herrschaft von Großmeister Alof de Wignacourt der letzte der Wignacourt Towers zur Verteidigung der Insel errichtet.

#### Afrika
- Dakodonu stürzt seinen Bruder Gangnihessou, der sich auf einer Reise durch sein Reich, das Königreich Dahomey, befindet und macht sich selbst zum König.

#### Asien
- 18. August: Dem verstorbenen Kaiser Wanli folgt sein unehelicher Sohn Taichang auf den chinesischen Thron. Dieser ist bei seinem Amtsantritt jedoch bereits schwer krank und stirbt am 26. September. Nachfolger wird sein 14-jähriger Sohn Tianqi.
- Die Dänische Ostindien-Kompanie erwirbt den Ort Tranquebar vom Raja von Thanjavur und gründet das Fort Dansborg.

#### Nordamerikanische Kolonien

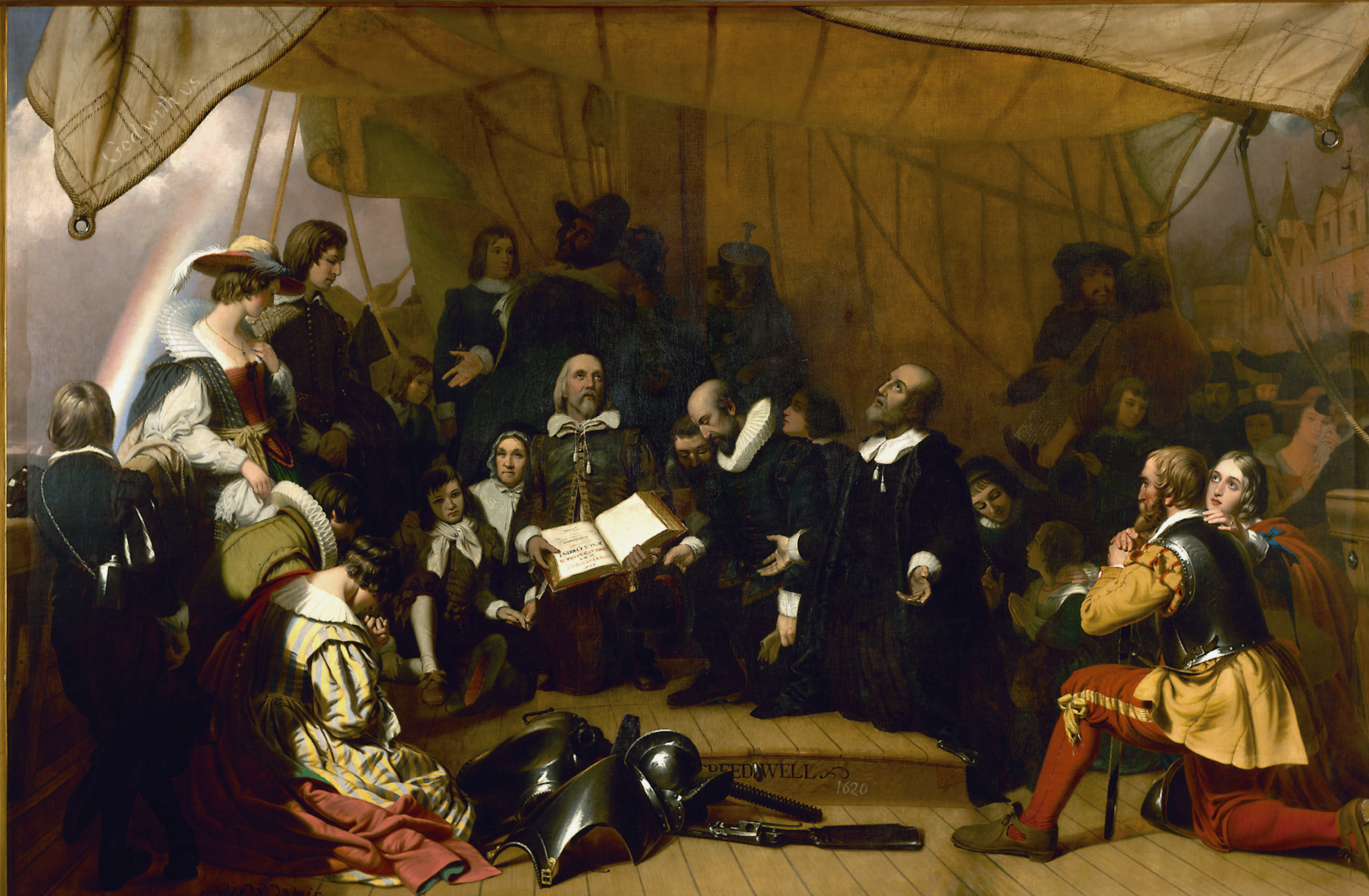
Die Pilgerväter kurz vor der Abreise nach Amerika (Robert W. Weir, 1844). Romantisiertes Werk der Historienmalerei.

- 6. September: Die Mayflower sticht mit 102 Passagieren an Bord von Plymouth aus in See.
- 19. November: Die Mayflower landet in Amerika.

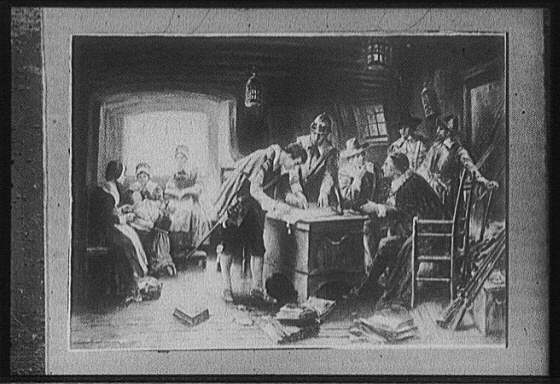
Unterzeichnung des Mayflower-Vertrages

- 21. November: Die Pilgerväter, die mit der Mayflower in den englischen Kolonien in Amerika angekommen sind, unterzeichnen in der Nähe von Cape Cod den Mayflower-Vertrag, die Verfassung der Kolonie Plymouth.
- 21. Dezember: Eine mit der Mayflower in der Neuen Welt angekommene Gruppe der Pilgerväter bildet eine Ansiedlung auf dem Festland.
- 26. Dezember: Weitere Pilgerväter treffen an jenem Ort ein, der später Plymouth (Massachusetts) werden wird, und begründen eine Siedlerkolonie.
- Erstmals erreicht eine größere Anzahl heiratsfähiger Frauen aus England Jamestown in der Kolonie Virginia.

### Wirtschaft
- Die Schlossbrauerei Naabeck im bayerischen Schwandorf erhält das Braurecht.
- um 1620: Die Glashütte Klein Süntel wird erstmals urkundlich erwähnt. Standortfaktoren für den Betrieb einer Glasmanufaktur in Klein Süntel ist das Vorhandensein von Rohstoffen, wie Holz und Steinkohle aus dem Süntel, Quarzsand für das Glas, Sandstein für den Bau des Ofens und Ton für die Glashäfen als Schmelzgefäße. Lieferungsengpässe gibt es häufig bei Salz und Pottasche.

### Wissenschaft und Technik

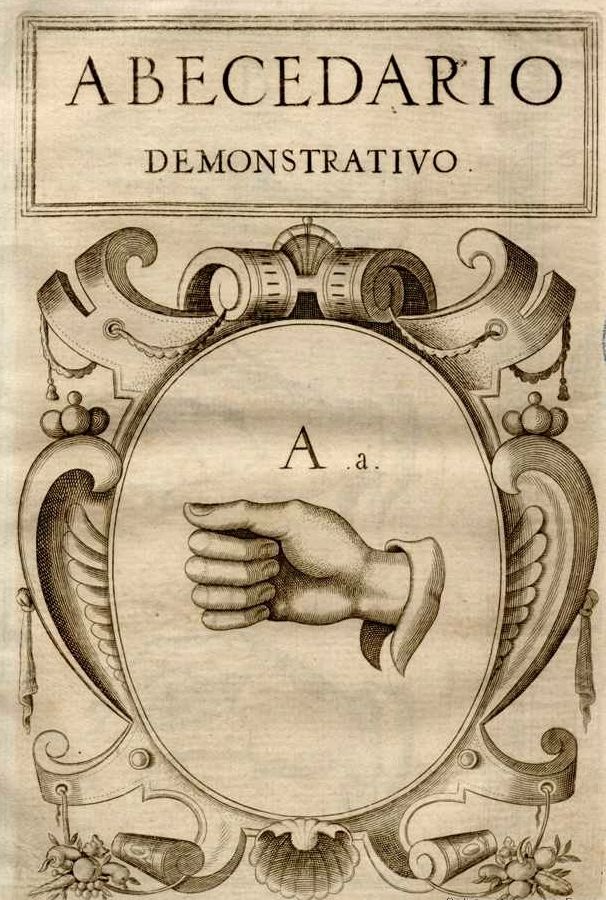
Bonet: Zeichensprache

- Juan Pablo Bonet verfasst das erste bekannte Werk zur Taubstummen-Pädagogik. In seinem Werk Reducción de las letras y arte para enseñar a ablar los mudos wird erstmals das sogenannte Fingeralphabet zur Kommunikation für Hörgeschädigte beschrieben.

### Kultur
- 17. Mai: In Philipopel (heute das bulgarische Plowdiw) wird das erste Kinderkarussell betrieben.

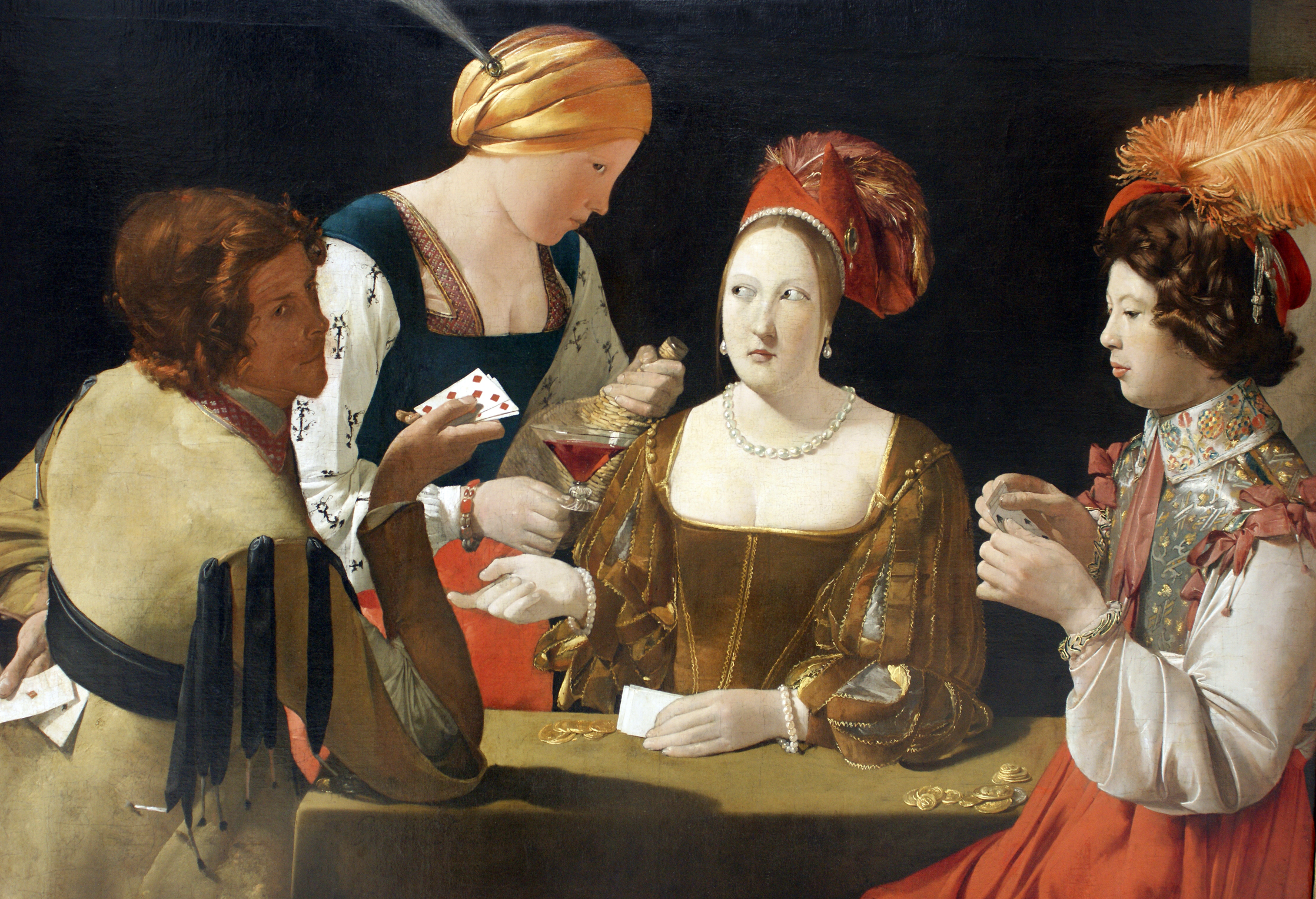
De la Tour: Der Falschspieler mit dem Karo-Ass

- um 1620: Georges de la Tour malt das Gemälde Der Falschspieler mit dem Karo-Ass.
- um 1620: Artemisia Gentileschi fertigt in Öl auf Leinwand das Gemälde Judith und Holofernes.

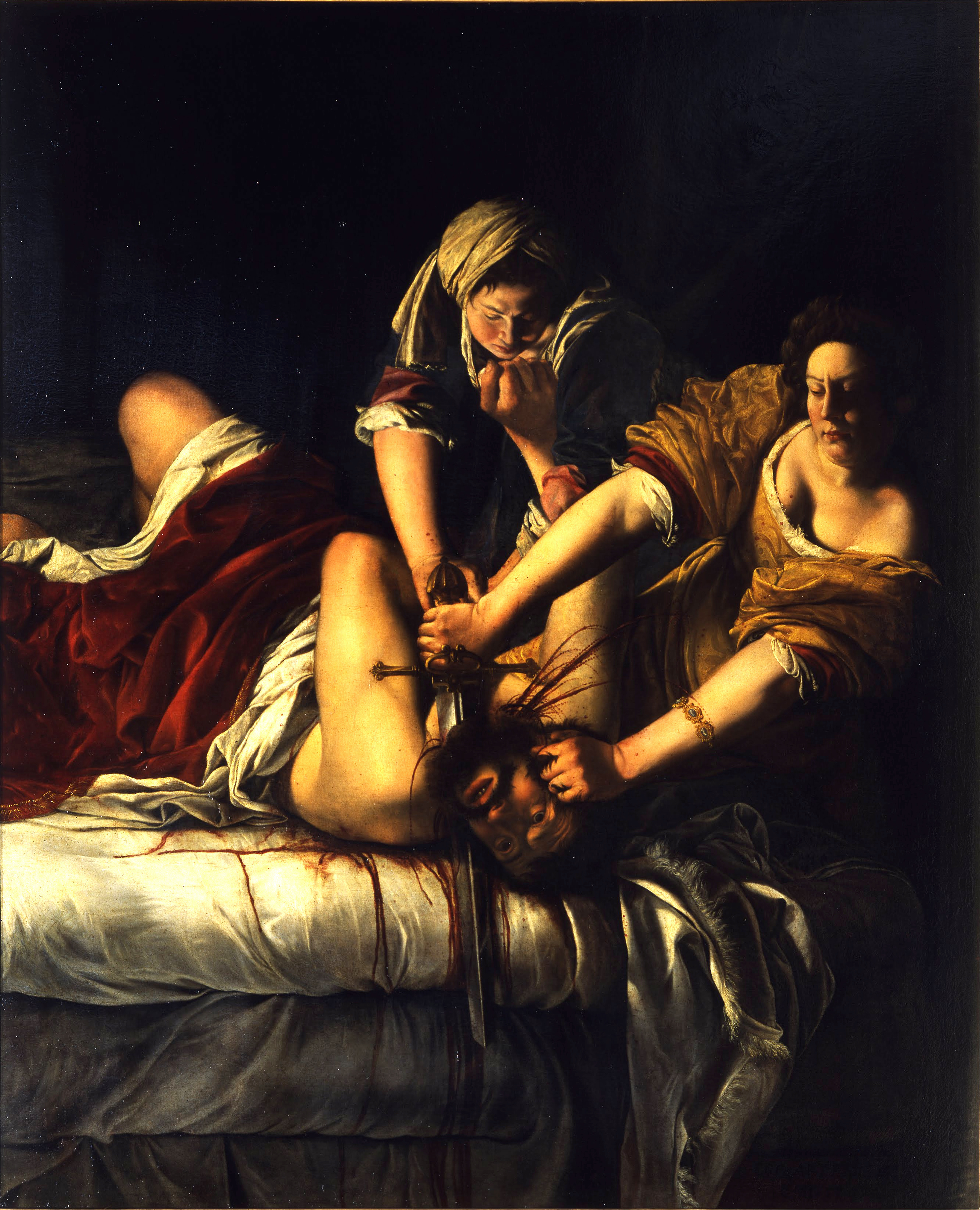
Judith und Holofernes

### Religion
Bei den Burjaten beginnt sich um 1620 durch mongolische Nomaden der Buddhismus auszubreiten.

### Katastrophen
- 24. Januar: Im erzgebirgischen Altenberg kommt es zum umfangreichsten Pingenbruch im deutschen Bergbau. Einbrechendes Gestein zerstört 36 Zinnerzgruben.

## Geboren

### Erstes Halbjahr
- 01. Januar: Gilberte Périer, Schwester und Biografin Blaise Pascals († 1687)
- 09. Januar: Anton Günther I., Graf in Sondershausen († 1666)
- 30. Januar: Dominikus Dietrich, deutscher Jurist und Bürgermeister von Straßburg († 1692)
- 31. Januar: Georg Friedrich, Graf von Waldeck-Eisenberg, deutscher Generalfeldmarschall und holländischer Generalkapitän († 1692)
- 06. Februar: Elisabeth von Baden-Durlach, Spruchdichterin († 1692)
- 07. Februar: Peter Musaeus, deutscher evangelischer Theologe, Logiker und Metaphysiker († 1674)
- 10. Februar: James Howard, 3. Earl of Suffolk, englischer Adeliger (†  1689)
- 16. Februar: Friedrich Wilhelm, „der Große Kurfürst“, Kurfürst von Brandenburg († 1688)
- 03. März: August Augspurger, deutscher Lyriker, Übersetzer und Epigrammatiker († 1675)
- 15. April: Christoph Schelhammer, deutscher Mediziner († 1651)
- 17. April: Margareta Bourgeoys, Heilige der römisch-katholischen Kirche († 1700)
- 24. April: John Graunt, englischer Kurzwarenverkäufer, gilt als der Begründer der Demographie und Wegbereiter der modernen Statistik († 1674)
- 24. April: Vollrad Ludolf von Krosigk, Soldat und Kommunalpolitiker († 1671)
- 29. April: Robert Atkyns, englischer Jurist und Staatsmann († 1710)
- 01. Mai: Nikolaus Zrinski, Ban von Kroatien, kaiserlicher Feldherr und kroatischer Dichter († 1664)
- 03. Mai: Bogusław Radziwiłł, litauischer Magnat, brandenburgischer Statthalter im Herzogtum Preußen († 1669)
- 13. Mai: Franz Karl von Kolowrat-Liebsteinsky, k. k. Diplomat und Statthalter von Böhmen († 1700)
- 20. Juni: Sibylle Margarethe von Brieg, Prinzessin von Brieg († 1657)
- 23. Juni: Juan de Zurbarán, spanischer Maler († 1649)
- 26. Juni: Johann Caspar Schweizer, Schweizer evangelischer Geistlicher, Philologe und Hochschullehrer († 1688)
- 29. Juni: Masaniello, Hauptanführer des Volksaufstandes von 1647 in Neapel († 1647)

### Zweites Halbjahr
- 20. Juli: Nikolaes Heinsius der Ältere, niederländischer Gelehrter und Lyriker († 1681)
- 21. Juli: Jean Picard, französischer Astronom und Geodät († 1682)
- 15. August: John Greene, Vizegouverneur der Colony of Rhode Island and Providence Plantations († 1708)
- 26. August: Ernst Bogislaw von Croÿ, Bischof von Cammin und brandenburgischer Statthalter in Hinterpommern und Preußen († 1684)
- 01. September: Otto von Grote, Mitglied der Fruchtbringenden Gesellschaft († 1687)
- 04. September: Ernst Gottlieb, Fürst von Anhalt-Plötzkau († 1654)

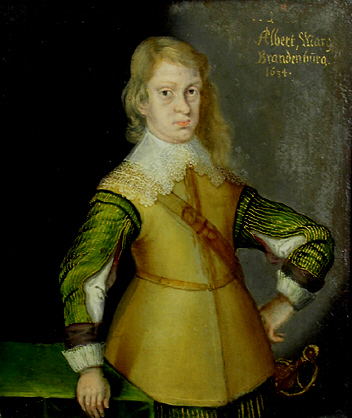
Albrecht Brandenburg-Ansbach, 1634

- 24. September: Gerhard Bode, deutscher evangelischer Theologe († 1697)
- 28. September: Albrecht von Brandenburg-Ansbach, Markgraf des Fürstentums Ansbach († 1667)
- 01. Oktober: Nicolaes Pieterszoon Berchem, niederländischer Maler († 1683)
- 16. Oktober: Pierre Puget, französischer Maler und Bildhauer († 1694)
- 27. Oktober: Philipp Ludwig, erster Herzog von Schleswig-Holstein-Sonderburg-Wiesenburg († 1689)
- 31. Oktober: John Evelyn, englischer Autor, Architekt und Gartenbauer († 1706)

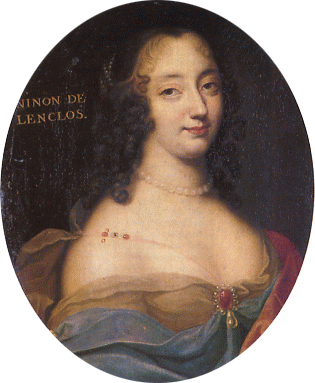
Ninon de Lenclos, Porträt von Louis Ferdinand Elle

- 10. November: Ninon de Lenclos, französische Kurtisane († 1705)
- 01. Dezember: Friedrich von Jena, deutscher Rechtswissenschaftler, Diplomat und Staatsmann († 1682)
- 17. Dezember: Henri Charles de La Trémoille, führende Persönlichkeit der Fronde († 1672)
- 25. Dezember: Louis Charles d’Albert, Herzog von Luynes, französischer Übersetzer und Moralist († 1690)

### Genaues Geburtsdatum unbekannt
- Samuel Annesley, englischer Pastor († 1696)
- Henry Neville, englischer Autor und Satiriker († 1694)

### Geboren um 1620
- Nicolaus Mercator, deutscher Mathematiker († 1687)
- Václav (Jan) Rosa, tschechischer Sprachwissenschaftler, Dichter und Rechtsanwalt († 1689)
- Michaelina Woutiers, niederländische Malerin des Barock († nach 1682)

## Gestorben

### Erstes Halbjahr
- 02. Januar: Johann Sigismund, Kurfürst von Brandenburg (* 1572)
- 08. Januar: Axel Nilsson Ryning, schwedischer Reichsadmiral (* 1552)
- 09. Januar: Kilian Stisser, deutscher Jurist, Rat und Kanzler des Erzstiftes Magdeburg (* 1562)
- 01. Februar: Elisabeth Katharina Smiřická von Smiřice, böhmische Adelige (* 1590)
- 08. Februar: Simon Reiffenstuel, bayerischer Hofbaumeister und Erbauer der Soleleitung von Bad Reichenhall nach Traunstein (* 1574)
- 24. Februar: Jakob Wolff der Jüngere, deutscher Steinmetz und Bildhauer (* 1571)
- 01. März: Thomas Campion, englischer Komponist, Dichter und Arzt (* 1567)
- 09. März: Aegidius Albertinus, deutscher Schriftsteller und Übersetzer der Gegenreformation (* 1560)
- 17. März: Johannes Sarkander, Priester und Märtyrer der katholischen Kirche (* 1576)
- 28. März: Nikolaus Arresdorf, deutscher Geistlicher und Weihbischof (* um 1545)
- 16. Mai: William Adams, englischer Weltreisender (* 1564)
- 19. Mai: Johann Sötefleisch der Ältere, deutscher lutherischer Theologe (* 1552)
- 31. Mai: Wilhelm Ludwig, Graf von Nassau-Dillenburg und Statthalter von Friesland (* 1560)
- 11. Juni: John Budden, englischer Jurist (* 1566)
- 17. Juni: Mikołaj Zebrzydowski, Generalhauptmann und Herzog von Krakau (* 1553)
- 26. Juni: Carlo Saraceni, italienischer Maler (* um 1579)
- 29. Juni: Hanns Reiffenstuel, bayerischer Hofbaumeister und Erbauer der Soleleitung von Bad Reichenhall nach Traunstein (* 1548)

### Zweites Halbjahr
- 18. Juli: Eva Hohenschildin, Opfer der Hexenverfolgungen in Eichstätt (* 1584)
- 18. Juli: Kunigunde Sterzl, Opfer der Hexenverfolgungen in Eichstätt (* um 1544)
- 20. Juli: Jan Peider Danz, Schweizer Pfarrer (* um 1575)
- 17. August: Christoph von Loß der Jüngere, kursächsischer Hofmarschall, Reichspfennigmeister des Ober- und Niedersächsischen Reichskreises (* 1574)
- 18. August: Wanli, chinesischer Kaiser der Ming-Dynastie (* 1563)
- 30. August: Baltasar Elisio de Medinilla, spanischer Schriftsteller und religiöser Lyriker (* 1585)
- 13. September: Wolfgang Hirschbach, deutscher Rechtswissenschaftler (* 1570)
- 20. September: Giovanni Maria Nosseni, Schweizer Bildhauer (* 1544)
- 26. September: Taichang, chinesischer Kaiser der Ming-Dynastie (* 1582)

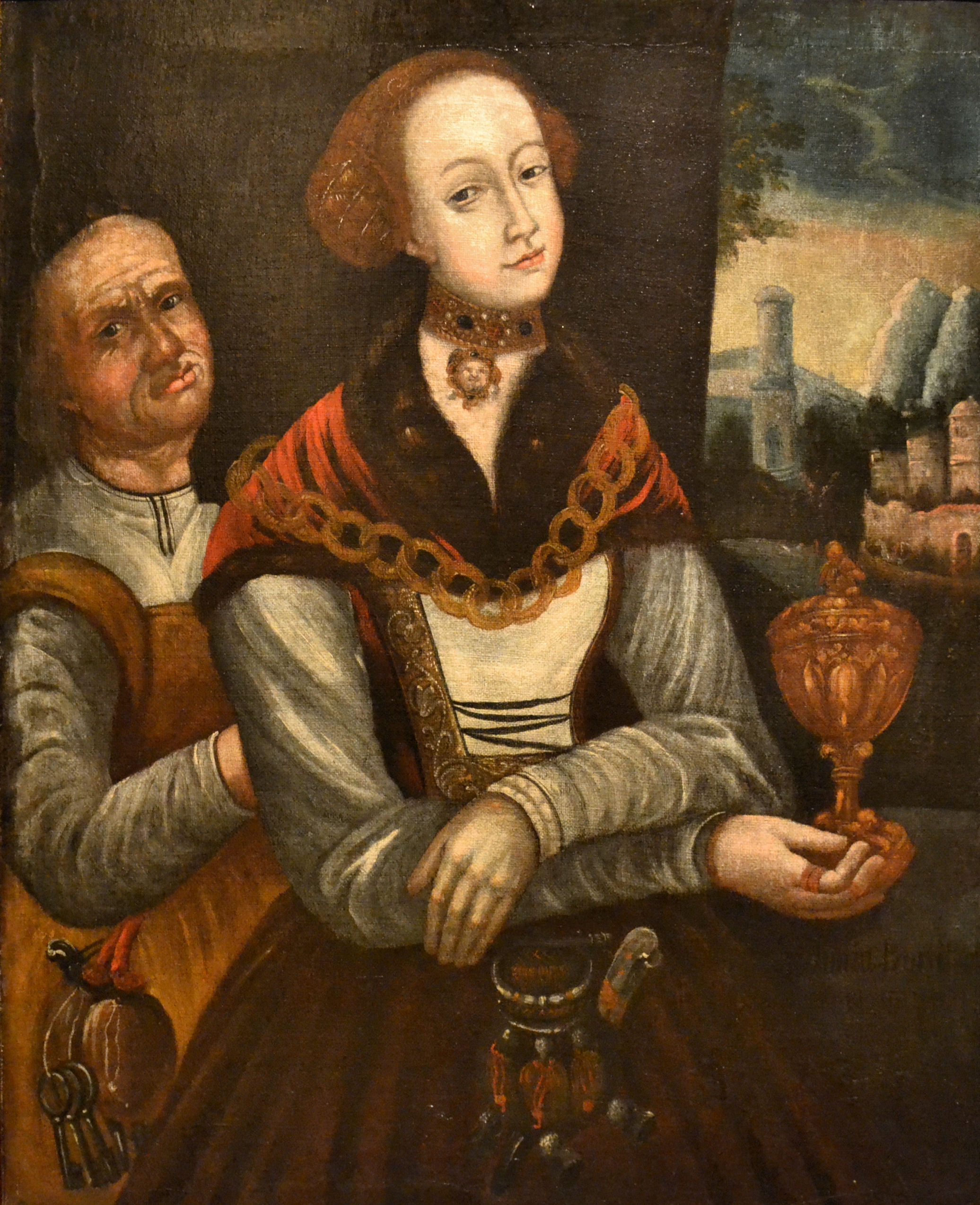
Sidonia von Borcke, Darstellung des 18. Jhd.

- 28. September: Sidonia von Borcke, pommersche Adelige, Opfer der Hexenverfolgungen (* 1548)
- 02. Oktober: Benedikt Wurzelbauer, deutscher Bildhauer und Erzgießer (* 1548)
- 07. Oktober: Stanisław Żółkiewski, polnischer Feldherr und Staatsmann (* 1547)
- 08. Oktober: Heinrich von Dampierre, kaiserlicher Feldmarschall und Kriegsrat (* 1580)
- 12. Oktober: Ursula von Sachsen-Lauenburg, Herzogin von Braunschweig-Dannenberg (* 1552/53)
- 06. November: Richard Carew, englischer Politiker und Schriftsteller (* 1555)
- 08. November: Bernhard von Krosigk, anhaltischer Offizier (* 1582)
- 27. November: Franz, Herzog von Pommern-Stettin und Bischof von Cammin (* 1577)
- 03. Dezember: Janusz Radziwiłł, litauischer Magnat und Rebell (* 1579)
- 08. Dezember: Lope de Ulloa y Lemos, spanischer Soldat und Gouverneur von Chile (* um 1572)

### Genaues Todesdatum unbekannt
- Diane d’Andouins, Gräfin von Guiche und  Mätresse des französischen Königs Heinrich IV. (* 1554)
- Antoine de Pluvinel, französischer Reitlehrer (* 1555)
- Philipp Christoph Freiherr von Eyczing, der letzte Eyczinger
- Francisco Jiménez, spanischer Dominikaner